# Blaževo
Blaževo (em cirílico: Блажево) é uma vila da Sérvia localizada no município de Brus, pertencente ao distrito de Rasina. A sua população era de 105 habitantes segundo o censo de 2011.

## Demografia
| 1948 | 1953 | 1961 | 1971 | 1981 | 1991 | 2002 | 2011 |
| ---- | ---- | ---- | ---- | ---- | ---- | ---- | ---- |
| 198  | 199  | 226  | 241  | 196  | 210  | 183  | 105  |